# لويس ستيفنسون (سياسي)
لويس ستيفنسون (بالإنجليزية: Lewis Stevenson)‏ هو سياسي أمريكي، ولد في 1868 في تشينوا في الولايات المتحدة، وتوفي في 5 أبريل 1929 في مقاطعة مكلين في الولايات المتحدة. نشط حزبياً في الحزب الديمقراطي. وقد انتخب Illinois Secretary of State ‏.